# Gnaeus Cornelius Cossus (Konsul 409 v. Chr.)
Gnaeus Cornelius Cossus entstammte dem Geschlecht der Cornelier und amtierte während der älteren Römischen Republik 414 v. Chr. als Konsulartribun sowie 409 v. Chr. als Konsul.
Laut der Filiationsangabe der Fasti Capitolini führte der Vater des Gnaeus Cornelius Cossus den Vornamen Aulus und sein Großvater das Praenomen Marcus. Die erste bekannte Station  seines cursus honorum ist sein für 414 v. Chr. belegtes Konsulartribunat. Fünf Jahre später, 409 v. Chr., fungierte er als Konsul, wobei er den bereits zum zweiten Mal in dieses Amt gewählten Lucius Furius Medullinus zum Amtskollegen hatte. Der römische Historiker Titus Livius gibt an, dass verschiedene von ihm eingesehene Annalisten in ihren Kriegsberichten über dieses Jahr auseinandergingen, ebenso darüber, welchen Anteil Cornelius Cossus daran hatte. So kann nur festgehalten werden, dass die Römer damals mit wechselndem Glück gegen den mittelitalischen Volksstamm der Volsker kämpften.